# Minnefer
Minnefer war ein hoher altägyptischer Beamter des Alten Reiches mit dem Titel Wesir und Vorsteher aller Arbeiten des Königs unter König Niuserre (etwa 2455 bis 2420 v. Chr.).
Minnefer wird in Inschriften auf Blöcken der Pyramide von König Neferirkare genannt. Er scheint diese Pyramide fertiggestellt zu haben. Im Totentempel des Niuserre ist er auf den Wandreliefs dargestellt. Sein Sarkophag befindet sich heute im Rijksmuseum van Oudheden (Leiden) (Inventarnummer AMT. 106). Der Standort seines Grabes war lange Zeit unbekannt, wurde aber bei neueren Grabungen gefunden.